# Alpioniscus escolai
Alpioniscus escolai es una especie de crustáceo isópodo terrestre de la familia Trichoniscidae.

## Distribución geográfica
Son endémicos del este de la España peninsular.